# Kim Mi-sook
Dans ce nom coréen, le nom de famille,  Kim , précède le nom personnel.
Kim Mi-sook, née le 10 juin 1962, est une handballeuse internationale sud-coréenne.
Avec l'équipe de Corée du Sud, elle participe aux Jeux olympiques de 1984 où elle remporte respectivement des médailles d'argent et d'or.

## Palmarès
- Jeux olympiques d'été
  -  Médaille d'or aux Jeux olympiques de 1984 à Los Angeles,  États-Unis